# OpenVera
OpenVera是一种硬件验证语言，它由新思科技研发和运营。该语言主要用于创建硬件系统的测试平台。OpenVera是作为IEEE 1800标准的SystemVerilog的一个基础部分，许多从事半导体集成电路设计、系统级设计、IP核设计以及电子设计自动化的人员都受益于此。